# Vaduz
Vaduz är huvudstad i Liechtenstein i Centraleuropa. Kommunen har cirka 5 400 invånare. Vaduz är dock inte landets största kommun då grannkommunen Schaan är något större.
Staden är belägen invid floden Rhen och är parlamentets säte. Staden är känd för sitt postmuseum, sina konstskatter och sin livliga turism.
Staden grundlades 1150, och ända sedan 1300-talet har Vaduz varit säte för Greven av Vaduz. 1719 blev hertigdömet Vaduz och Greven av Schellenbergs marker sammanslagna till landet Liechtenstein. Liechtenstein är en av Europas minsta stater. Vaduz kommun har en area på omkring 1728 hektar och en befolkningstäthet på 324 invånare per km². Av dem som bor i Vaduz är det strax under 60% som kommer ifrån Liechtenstein. 
Borgmästaren i Vaduz är Ewald Ospelt (FBP) sedan januari 2007. Den viktigaste idrottsklubben i Vaduz är fotbollslaget FC Vaduz som spelar i den schweiziska andradivisionen.

## Galleri

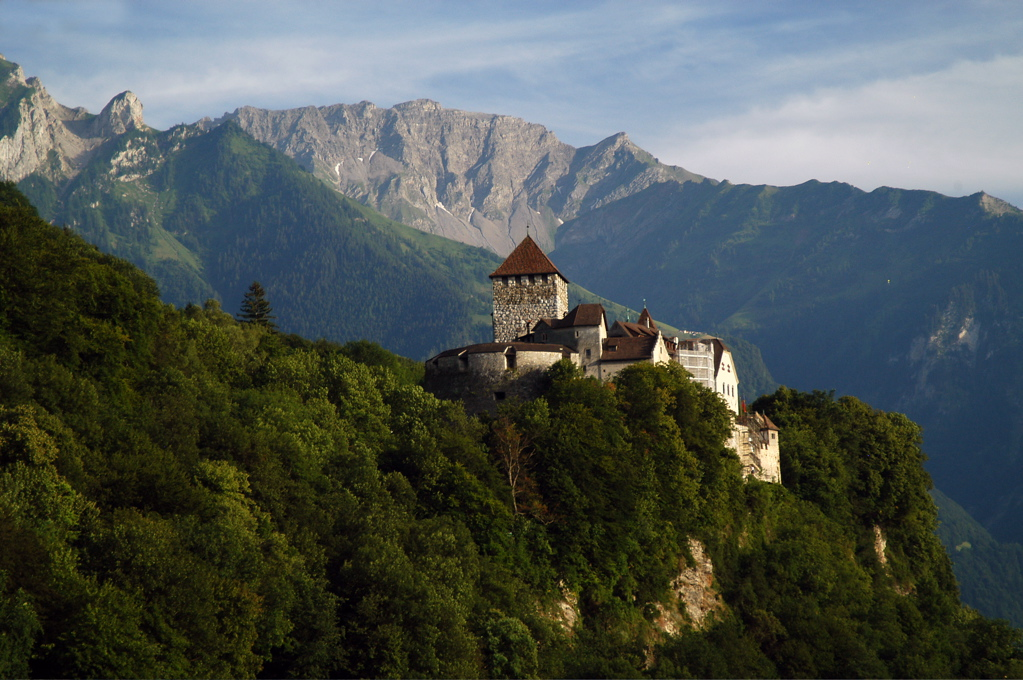
Slottet Vaduz.
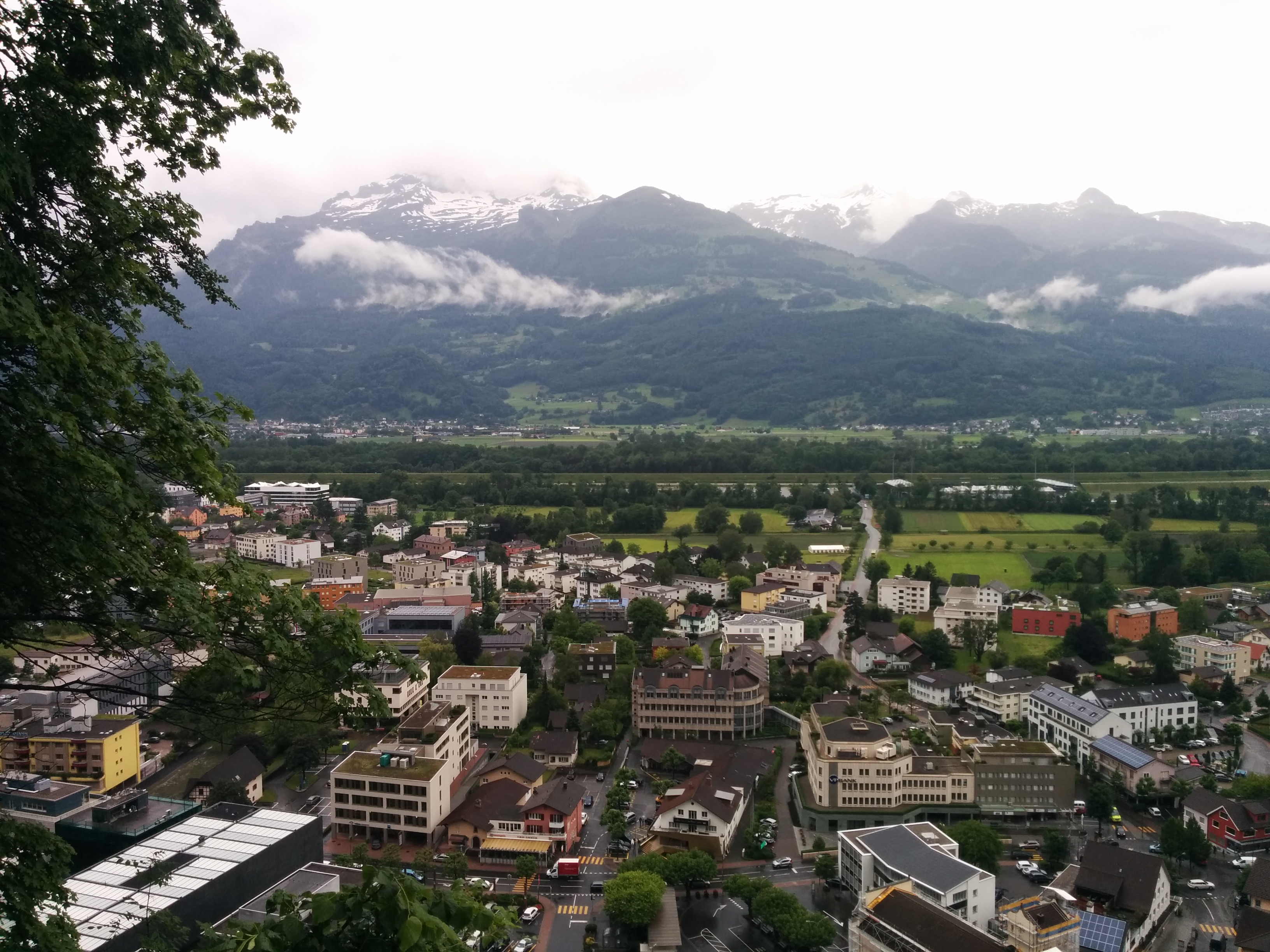
Utsikt över Vaduz.